# Japanse aalscholver
De Japanse aalscholver (Phalacrocorax capillatus) is een zeevogel uit de familie Phalacrocoracidae (aalscholvers).

## Verspreiding en leefgebied
Deze soort komt voor op de rotsachtige zeekusten en eilanden van noordoostelijk Azië.

## Status
De grootte van de populatie is in 2006 geschat op 25-100 duizend volwassen vogels. Op de Rode lijst van de IUCN heeft deze soort de status niet bedreigd.